# نمر الهند الصينية
نمر الهند الصينية (الاسم العلمي: Panthera pardus delacouri) نويع من النمر موطنه جنوب شرق آسيا وجنوب الصين. في الهند الصينية، النمور نادرة خارج المناطق المحمية والمهددة بفقدان موائلها بسبب إزالة الغابات وكذلك الصيد غير المشروع للتجارة غير المشروعة في الحياة البرية. يُشتبه في أن اتجاه جمهرته آخذ في التناقص. اعتبارًا من عام 2016، يُعتقد أن جمهرته تتألف من 973-2503 فردًا ناضجًا، مع 409-1051 بالغًا مُرباة. انخفض النطاق التاريخي بأكثر من 90٪.